# Apparato locomotore

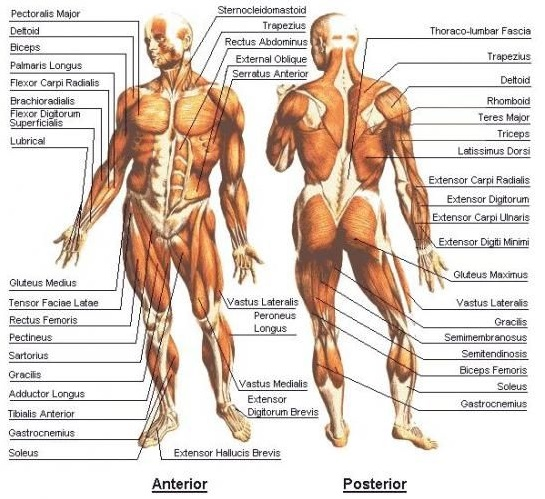
Sistema muscolare

L'apparato locomotore, costituisce la struttura portante dei vertebrati e permette loro il movimento. Tale apparato è costituito da due componenti che funzionano in stretta correlazione: uno attivo, il sistema muscolare, e uno passivo, il sistema scheletrico. Il sistema muscolo-scheletrico fornisce forma, supporto, stabilità e movimento al corpo, oltre che la protezione degli organi vitali. La porzione scheletrica funge da sistema di stoccaggio di calcio e fosforo e contiene i componenti fondamentali del sistema emopoietico. Il sistema muscolo-scheletrico è costituito dalle ossa, i muscoli, la cartilagine, i tendini, i legamenti, le articolazioni e i tessuti connettivi che sostengono e legano insieme i tessuti e gli organi. Le ossa sono collegate alle altre ossa e alle fibre muscolari attraverso tendini e legamenti di tessuto connettivo. I muscoli mantengono le ossa e la  posizione e, grazie alla loro contrazione, consentono il movimento.

## Sistema scheletrico
Il sistema scheletrico è l'insieme delle ossa, delle articolazioni e altre strutture cartilaginee. Lo scheletro umano alla nascita presenta circa 270 ossa; da adulti alcune ossa si uniscono tra loro formando un unico osso e quindi si riducono a 206 ossa legate tra loro e circa 68 articolazioni. In un individuo adulto il sistema scheletrico si può distinguere in due parti: lo scheletro assile, formato dal cranio e dalla colonna vertebrale, e lo scheletro appendicolare, formato da arto superiore e arto inferiore e dai cingoli che fungono da punto di unione tra le due parti (cingolo scapolare e cingolo pelvico).
A seconda della forma le ossa si possono distinguere in:
- lunghe: sono quelle in cui la lunghezza prevale sulla larghezza e sullo spessore; sono formate da una parte centrale detta diafisi e da due estremità dette epifisi (come ad esempio omero e femore);
- corte: sono quelle in cui la larghezza e lo spessore sono più o meno uguali (come ad esempio le ossa della mano, del piede e le vertebre);
- piatte: sono quelle dove la larghezza prevale sulla lunghezza e sullo spessore (come ad esempio le ossa del cranio, scapola e del bacino);
- irregolari: sono quelle  che hanno una struttura complessa non corrispondente a nessuna delle strutture precedenti.

Le funzioni del sistema scheletrico sono le seguenti:
- sostegno
- protezione e regolazione del volume degli organi
- contributo al movimento
- riserva di sali minerali e trigliceridi
- emopoiesi

## Sistema muscolare
I muscoli possono essere di tipo striato, liscio e cardiaco. Parlando però di apparato locomotore i muscoli interessati sono solamente quelli del primo tipo, che svolgono il lavoro attivo dell'apparato; essi fanno parte della categoria dei muscoli volontari e nel corpo umano sono circa 600; si dividono, a seconda dell'azione che determinano, in:
- flessori: fanno flettere un osso su un'altra parte;
- estensori: fanno estendere un osso rispetto ad un altro;
- elevatori: fanno alzare un osso;
- abbassatori: fanno abbassare un osso;
- pronatori: permettono il movimento di pronazione, ovvero la rotazione verso il basso (ad esempio della mano);
- supinatori: permettono il movimento di supinazione, contraria alla pronazione, di rotazione verso l'alto;
- abduttori: permettono l'abduzione, ovvero il movimento di allontanamento dalla linea mediana.
- adduttori: permettono l'adduzione, ovvero il movimento di avvicinamento alla linea mediana.
- mimici (o facciali): permettono l'espressione del volto e tutti i movimenti legati alla faccia.